# Benthosema suborbitale
Espèce
Benthosema suborbitale est une espèce des poissons téléostéens.